# Гонконгская новая волна

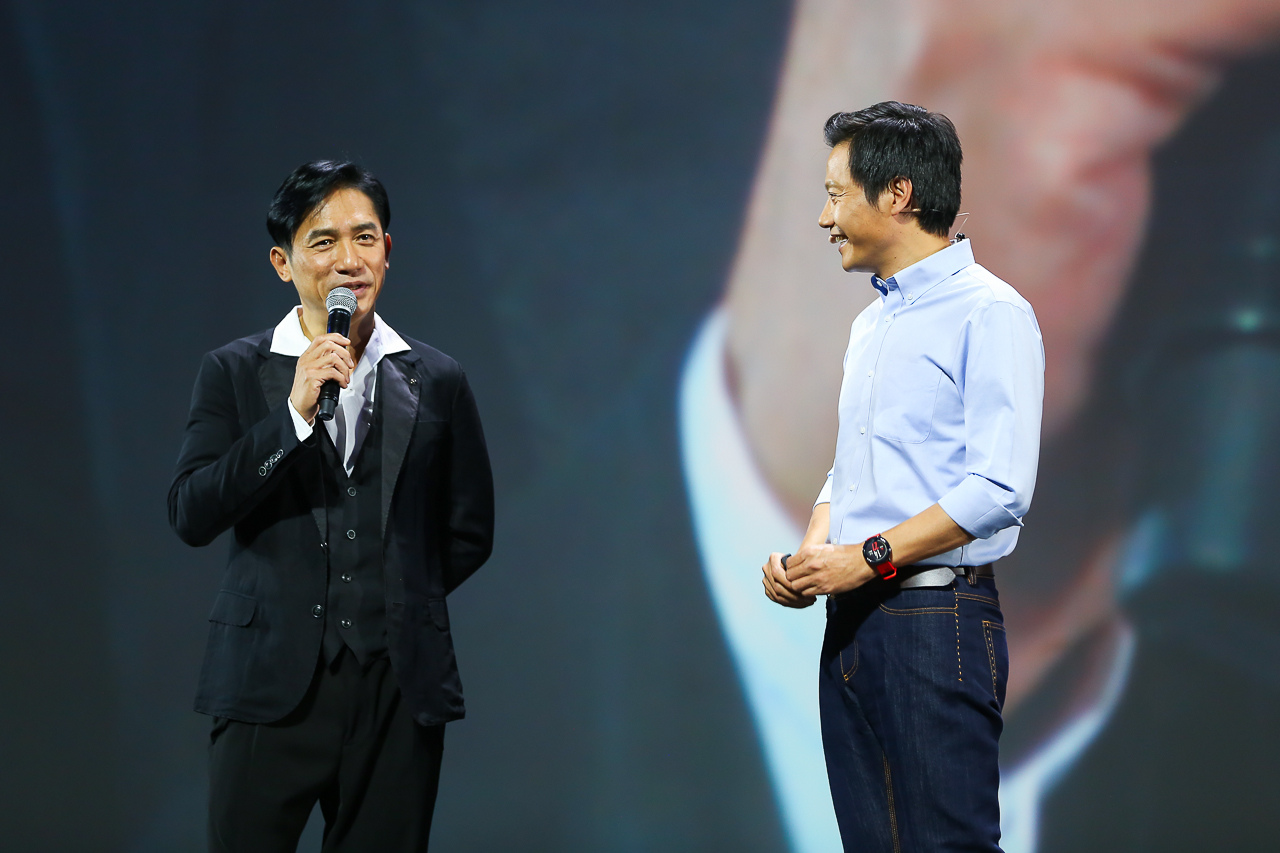
Тони Люн Чувай

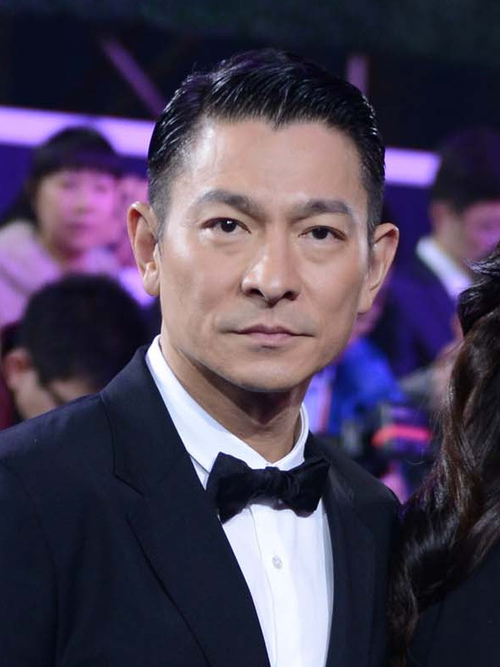
Энди Лау

Гонконгская новая волна — общий термин, относящийся ко многим молодым, исповедующим инновационный подход гонконгским кинорежиссёрам конца 1970-х — 1980-х годов, многие из которых обучались за границей. Самые известные среди них: Цуй Харк, Энн Хёй, Патрик Тхам, Им Хо и Аллен Фон.
«Новая волна» была главной движущей силой в создании фильмов о реалиях современного Гонконга. Фильмы снимались на кантонском диалекте, на котором разговаривало большинство жителей Гонконга (между Второй мировой войной и 1970-ми годами гонконгский кинематограф находился под огромным влиянием режиссёров континентального Китая, которые продолжали традиции, принесённые с собой с материка, и снимали фильмы преимущественно на мандаринском диалекте).
Представители «Новой волны» смело использовали в своих фильмах последние технические достижения в кинематографе того времени. Они активно использовали внестудийную (натурную) съёмку и синхронную звукозапись, а также не подвергали никакой обработке и приукрашиванию отснятый материал.
Среди кинорежиссёров «Новой волны» были популярны такие жанры как триллер («Тайна» (1979) — Энн Хёй, «Love Massacre» (1981) — Патрик Тхам), фильм с боевыми искусствами («Бабочки-убийцы» (1979) — Цуй Харк, «Меч» (1980) — Патрик Тхам) и детективный фильм («Полицейские и воры» (1979) — Алекс Чён, «The Happenings» (1980) — Им Хо). Детективные фильмы, криминальные драмы особенно соответствовали стилю этих режиссёров, которые в своих фильмах основывались на реализме и затрагивали многие социальные проблемы.
Но режиссёры «Новой волны» также снимали личные драмы об отношениях между людьми и семейные драмы («Father and Son» (1981) — Аллен Фон, «Homecoming» (1984) — Им Хо), а также сильные фильмы с политический критикой: «Люди в лодках» (1982, Энн Хёй) показывал неприглядное лицо коммунистического режима в объединённом Вьетнаме, но этот фильм также широко рассматривался как символ страха Гонконга перед коммунистическим Китаем.
«Новая волна» помогла «вырезать небольшую нишу» в массовом кинематографе Гонконга для авторских некоммерческих фильмов, хотя большинство фильмов и режиссёров «Новой волны» были в той или иной степени поглощены массовой культурой и господствующими тенденциями.

## Представители

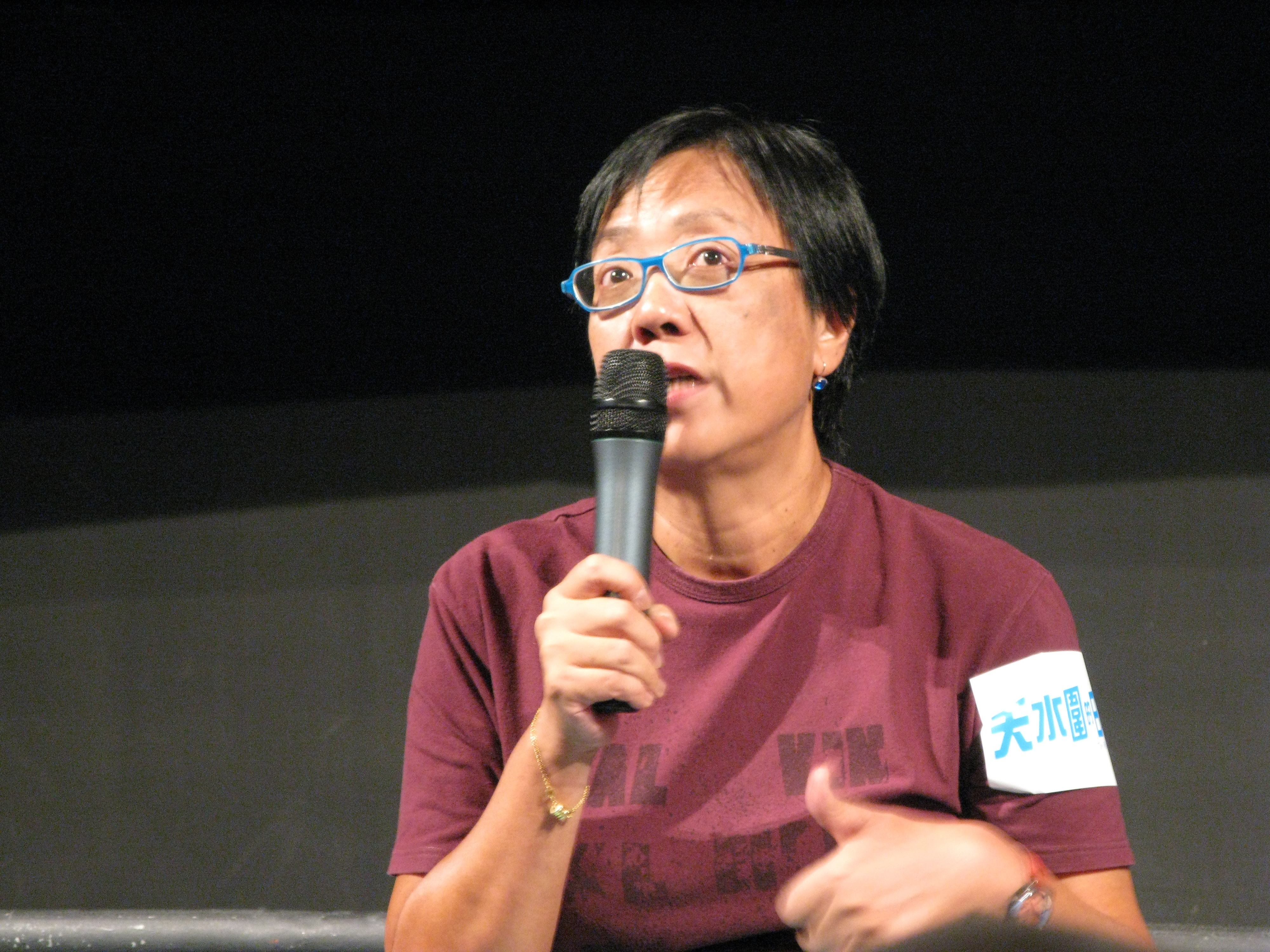
Энн Хёй стала первой представительницей гонконгской Новой Волны

- Цуй Харк (徐克)
- Энн Хёй (許鞍華)
- Им Хоу (嚴浩)
- Патрик Тхам (譚家明)
- Аллен Фон (方育平)
- Деннис Ю (余允抗)
- Кирк Вон (黃志強)
- Терри Тхон (唐基明)
- Лау Синхонь (劉成漢)
- Алекс Чён (章國明)
- Питер Юн (翁維全)
- Клиффорд Чхой (蔡繼光)
- Джон Ву (吳宇森)
- Вонг Карвай (王家衛)